# Das war mein schönster Tanz
Das war mein schönster Tanz ist ein deutscher Schlager, der 1965 mit Bernd Spier zu einem Hit in Deutschland wurde.
Es handelt sich um eine Coverversion des englischsprachigen Songs I Only Came To Dance With You, zunächst interpretiert von John Stewart und Scott Engel. Die Komposition stammt von James Marcus Smith.
Die von Bernd Spier gesungene deutsche Version mit einem Text von Kurt Hertha wurde Ende 1964 vom deutschen Ableger des US-amerikanischen Medienkonzerns CBS unter der Katalognummer CBS 1639 auf den deutschen Markt gebracht. Auf der B-Seite der Vinyl-Single sang Spier den Titel Was ich an dir am meisten liebe. Produzent war, wie schon auf Spiers vorangegangenen Plattenveröffentlichungen bei CBS, Hans Bertram.
Die Version mit Bernd Spier kam am 15. Januar 1965 erstmals in die Top 50 der Musikfachzeitschrift Musikmarkt und stieg bis auf Platz 2, anderen Angaben zufolge sogar Platz 1. In den Top 50 wurde Das war mein schönster Tanz ein halbes Jahr notiert. In Österreich erreichte der Schlager Platz 4.
Eine englischsprachige Fassung des Liedes wurde von Bernd Spier ebenfalls veröffentlicht.